# ساماریندا
ساماریندا (اندونزیایی: Samarinda) شهری در استان کالیمانتان شرقی کشور اَندونِزی است. جمعیت این شهر بر اساس سرشماری سال ۱۹۹۰ میلادی، ۳۳۴٫۸۵۱ نفر و بر اساس سرشماری سال ۲۰۰۰ میلادی، ۳۴۶٫۹۵۹ بوده که در سال ۲۰۰۷ میلادی به ۳۵۶٫۱۳۹ نفر افزایش یافته‌است.